# Hannover Concerts

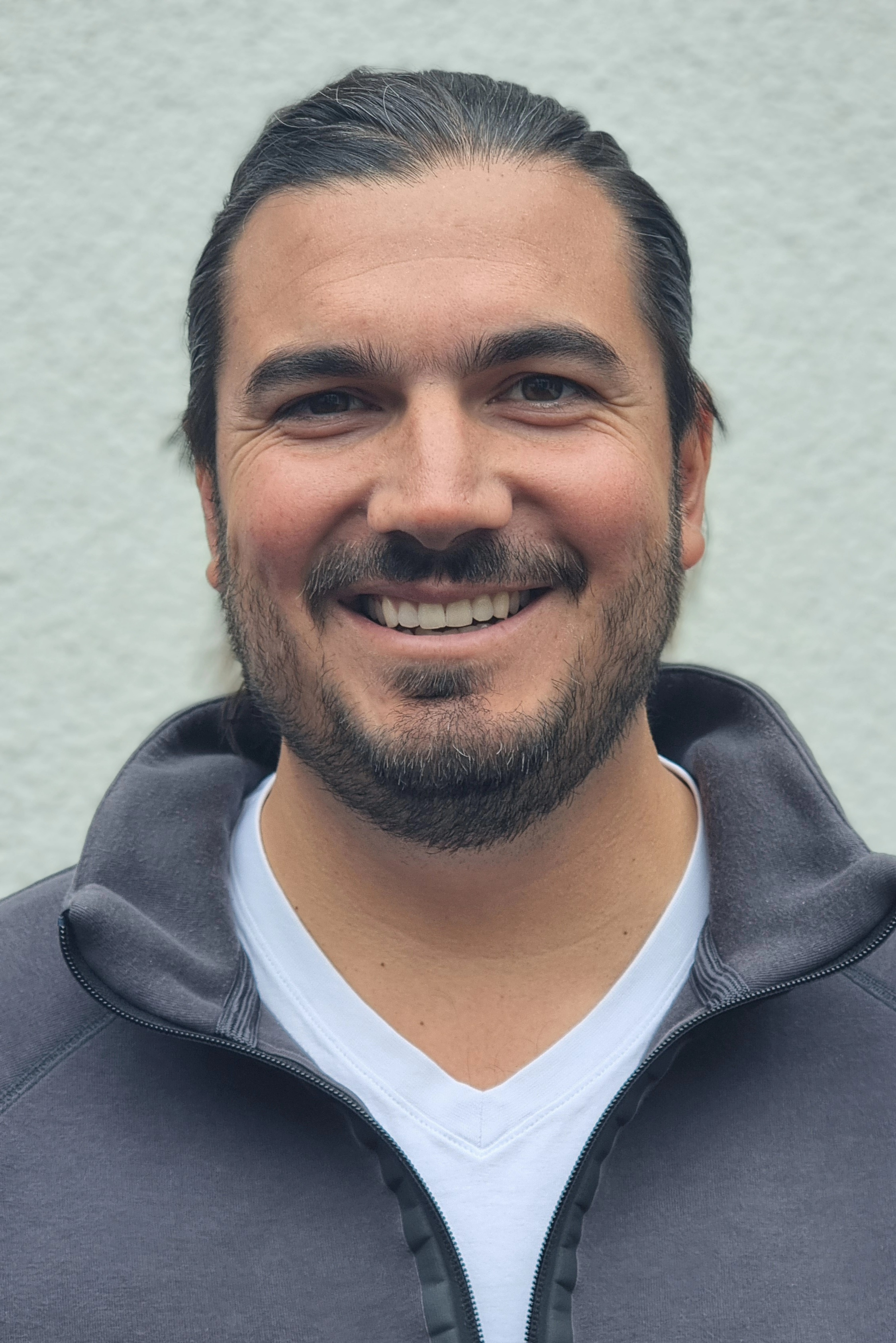
Geschäftsführer Nico Röger

Hannover Concerts ist eine Konzertagentur aus Hannover. Das Unternehmen gilt als einer der größten Konzertveranstalter Norddeutschlands.

## Geschichte
Hannover Concerts wurde im Jahre 1979 von Michael Lohmann und dem 2014 verstorbenen Wolfgang Besemer gegründet. Im gleichen Jahr fand das erste Konzert der Agentur im Kuppelsaal in Hannover statt. 1982 holte die Agentur die Rolling Stones nach Hannover und setzte sich damit gegen Hamburg durch. Das Konzert der englischen Rockband war gleichzeitig das erste Open-Air-Konzert im alten Niedersachsenstadion.
1986 bauten Lohmann und Besemer das Capitol von einem Kino zu einer Konzert- und Partylocation um. 2001 entstand das Konzept einer Freilichtbühne, der Gilde Parkbühne, 2005 übernahm die Agentur die Stadionsporthalle, die heutige Swiss Life Hall, wo sich auch der Firmensitz befindet. Während der WM 2006 richtete die Agentur das Public Viewing auf dem Waterlooplatz aus.

## Aktivitäten
Die Agentur organisiert jährlich mehr als 400 Veranstaltungen und betreibt unter anderem das Theater am Aegi, das Capitol, die Parkbühne Hannover und die Swiss Life Hall. Bis 2016 war Hannover Concerts beim Maschseefest für Konzerte und Gastronomie an der Löwenbastion zuständig. Überregionale Aktivitäten sind das Papenburg Festival auf dem Gelände der Meyer Werft in Papenburg, das Mercedes Benz Open-Air in Bremen sowie weitere Freiluftkonzerte in Rostock, Wolfsburg, Hildesheim oder Braunschweig.
Bei von Hannover Concerts organisierten Auftritten traten unter anderem Genesis, Michael Jackson, Marius Müller-Westernhagen, Tina Turner, Madonna, Pink Floyd, Coldplay, Bruce Springsteen, U2, AC/DC, Rammstein, Guns n’ Roses, Eminem, Helene Fischer, Depeche Mode, Pink, David Guetta und Robbie Williams auf.
2014 kam Nico Röger in die Geschäftsführung, nachdem Wolfgang Besemer überraschend gestorben war. Im Juni 2018 kam es mit Benjamin Chatton zu einer Erweiterung der Geschäftsführung.